# Paddleton
Paddleton es una película estadounidense de comedia dramática 2019, dirigida por Alex Lehmann, a partir de un guion de Lehmann y Mark Duplass. Es protagonizada por Duplass y Ray Romano. 
Tuvo su estreno mundial en el Festival de Cine de Sundance el 1 de febrero de 2019. Fue estrenada el 22 de febrero de 2019 por Netflix. 

## Sinopsis
Una amistad entre dos vecinos se convierte en un viaje emocional inesperado cuando a uno de ellos se le diagnostica un cáncer terminal. 

## Reparto
- Mark Duplass como Michael Thompson, un hombre que tiene cáncer terminal.
- Ray Romano como Andy Freeman, el vecino de Michael.
- Christine Woods como la doctora Hagen.
- Kadeem Hardison como David.
- Marguerite Moreau como Kiersten.
- Dendrie Taylor como Nancy.
- Alexandra Billings como Judy.
- Matt Bush como Stewart.

## Producción
En febrero de 2018, se anunció que Alex Lehmann había dirigido una película, a partir de un guion escrito por él y Mark Duplass. Es protagonizada por Duplass y Ray Romano. Duplass y Jay Duplass están acreditados como productores ejecutivos bajo su compañía Duplass Brothers Productions, mientras que Mel Eslyn, Alana Carithers y Sean Bradley están acreditados como productores.

## Estreno
Tuvo su estreno mundial en el Festival de Cine de Sundance el 1 de febrero de 2019. Fue estrenada el 22 de febrero de 2019.